# Aspsjö kyrka
Aspsjö kyrka (finska: Haapajärven kirkko) är en träkyrka i Aspsjö i Kyrkslätt i det finländska landskapet Nyland. Kyrkan ägs av Kyrkslätts kyrkliga samfällighet och den invigdes år 1823. Kyrkan är en korskyrka med klocktorn.
Aspsjö kyrka används på sommaren och under jul- och påsktiden. Kyrkan är skyddat enligt kyrklagen.

## Historia och arkitektur
På 1600-talet fanns det många finskspråkiga människor i Kyrkslätts norra delar som inte hade egen kyrka. Byborna ville förbättra gudstjänstlivet i området och på 1700-talet beordrades prästerna i Kyrkslätt att åka till sockens norra delar för att fira gudstjänster på finska. Byborna tog hand av prästernas inhysning. Förbindelser från Aspsjö till Kyrkslätt var dåliga och det var svårt då att åka till sockens norra delar.
År 1749 fick byborna lov att bygga en egen kyrka och redan samma år färdigställdes den första kyrkan vid sjön Haapajärvi. Under tidens lopp skadades kyrkan av vatten från sjön och senare brann kyrkan. En ny kyrka byggdes på torrare jord på den nuvarande platsen. Gudstjänster i den nuvarande kyrkan börjades fira år 1823.
Aspsjö kyrkas kyrkklocka är från 1993. Kyrkklockorna har inte elektricitet och därför rings klockan manuellt. Kyrkans orgel är byggd av orgelfabriken Veikko Virtanen år 1975. Den ursprungliga orgeln var byggd i Tyskland.
Aspsjö kyrkas klockstapel är yngre än själva kyrkan. Den första kyrkklockan var från år 1849 men man var tvungen att förnya den eftersom klockan blev skadad.